# Dark Shadows (1966)
Dark Shadows is een Amerikaanse gotische soapserie, die door ABC uitgezonden werd van 27 juni 1966 tot 2 april 1971. De serie is bedacht door Dan Curtis en bevat in totaal 1225 afleveringen.
Wat de serie onderscheidde van andere soapseries tot dusver was het feit dat er geesten, vampieren en allerlei andere bovennatuurlijke wezens in voorkwamen; iets dat tot dusver nog nooit gedaan was. Van 1966 tot 1967 werd de serie opgenomen in zwart-wit, daarna werd overgestapt op kleur. De serie kreeg vooral grote bekendheid toen het personage Barnabas Collins, gespeeld door Jonathan Frid, geïntroduceerd werd. Hij zou aanvankelijk een tijdelijk personage zijn, maar hij bleek zo succesvol, dat men hem meer en meer als hoofdpersonage van de soapserie ging gebruiken. Hij is vandaag de dag nog steeds het meest memorabele personage van de soapserie. Het succes van de serie leidde tot onder andere de productie van meerdere films, een stripserie, boeken, en tijdschriften.

## Verhaal
De serie draait om de familie Collins, die woont in een huis genaamd Collinwood op de top van een heuvel genaamd Widows’ Hill. Bij aanvang van de serie komt Victoria Winters naar Collinwood om meer te leren over haar familie en afkomst. In het huis wordt ze geconfronteerd met het duistere verleden van de Collins, en met enkele van haar voorouders zoals de vampier Barnabas Collins.
In de loop van de serie wordt het leven van de Collins in verschillende tijdsperiodes getoond, waaronder 1795, 1840, en 1968.

## Geschiedenis
De serie werd bedacht door Dan Curtis. Volgens eigen zeggen kreeg hij het idee dankzij een droom over een jonge vrouw in een trein. Hij kreeg van ABC groen licht om zijn idee uit te werken tot een televisieserie, en huurde Art Wallace in om hem hierbij te helpen. Wallace bedacht de primaire verhaallijnen en de achtergronden voor alle personages. De serie droeg tijdens de voorproductie de werktitel Shadows on the Wall. Lela Swift, John Sedgewick, en Henry Kaplan stemden allemaal in om de serie te regisseren. Robert Cobert nam de muziek voor zijn rekening en Sy Thomashoff ontwierp de decors.
Alexandra Moltke, destijds nog een jonge actrice met weinig ervaring, werd gecast voor de rol van Victoria Winters. Joan Bennett, een reeds ervaren filmactrice, kreeg de rol van Victoria’s werkgever Elizabeth Collins Stoddard. De buitenopnames van de serie vonden grotendeels plaats in Essex, Connecticut. Vrijwel elke scène in de serie werd in een enkele take opgenomen, waardoor special effects vaak al tijdens de opnames gerealiseerd moesten worden.
De serie kende een lastige start. Critici noemden de serie saaie en bekritiseerden het feit dat een onbekende actrice de hoofdrol vertolkte. De eerste afleveringen dienden enkel om Victoria te introduceren en bevatten nog geen van de bovennatuurlijke elementen die de serie later haar bekendheid zouden geven. Naarmate de serie vorderde ontstond de trend om een groot aantal nieuwe, mysterieuze personages gespeeld door nog onbekende acteurs te introduceren. Veel van deze acteurs speelden meerdere rollen. Doordat de serie volop gebruik maakte van elementen als geesten en tijdreizen, konden personages die eigenlijk al waren gestorven toch in een latere aflevering weer terugkeren.
Langzaam verbeterden de kijkcijfers, en samen met Let's Make A Deal groeide Dark Shadows uit tot een van ABC’s meest succesvolle soaps. De serie sloeg vooral aan bij tieners. In 1971 werd de show echter stopgezet vanwege bezuinigingen die ABC doorvoerde vanwege de economische recessie, ondanks protesten van fans.
Dark Shadows is een van de weinige soapseries uit de jaren 60 en 70 die vrijwel geheel bewaard is gebleven. Slechts 1 aflevering is verloren gegaan. Wel zijn een handvol van de oudere afleveringen alleen beschikbaar in 16mm kinescope formaat.

## Spin-offs

### Remake
- In 1991 produceerde MGM Television een remake van de serie, eveneens Dark Shadows genaamd. Deze serie liep slechts 1 seizoen van 12 afleveringen, en werd uitgezonden op NBC.
- In 2004 werd een tweede poging tot het maken van een remake ondernomen, maar verder dan een pilotaflevering kwam dit niet.

### Boeken
Er bestaan twee romanreeksen gebaseerd op Dark Shadows.
De eerste werd uitgebracht toen de serie zelf nog liep, en is geschreven door Marilyn Ross (een pseudoniem van Dan Ross).
De tweede serie bestaat uit drie boeken: Angelique's Descent en The Salem Branch door Lara Parker, en Dreams of the Dark door Elizabeth Massie en Stephen Mark Rainey.
Verder bestaan er enkele losse boeken over Dark Shadows, waaronder The Dark Shadows Almanac en The Dark Shadows Companion.

### Strips
- Van 14 maart 1971 tot 11 maart 1972 verscheen een krantenstrip gebaseerd op Dark Shadows, getekend door Kenneth Bruce Bald.[1]
- Gold Key Comics bracht in de jaren nadat de serie was stopgezet nog een reeks stripboeken over Dark Shadows uit.
- Een nieuwe stripserie over Dark Shadows wordt sinds oktober 2011 uitgebracht door Dynamite Entertainment.[2]

### Films
In 1970 en 1971 bracht MGM twee films uit die rechtstreeks gebaseerd waren op de serie: House of Dark Shadows en Night of Dark Shadows. Dan Curtis regisseerde beide films.
In 2012 verscheen een nieuwe film gebaseerd op de serie verschijnen, getiteld Dark Shadows. Deze film is geregisseerd door Tim Burton, met Johnny Depp in de rol van Barnabas Collins, Helena Bonham Carter als dokter Julia Hoffman, en Michelle Pfeiffer als de matriarch van de familie Collins.

## Invloed
Dark Shadows was een pionier op het gebied van (soap)series met bovennatuurlijke elementen erin. Dit concept werd al snel opgepikt door andere netwerken en producenten. Zo volgde in oktober 1969 de Canadese serie Strange Paradise. Ook series als Buffy the Vampire Slayer en Angel zijn deels geïnspireerd door Dark Shadows